# Takashi Ono (judoka)
Takashi Ono (jap. 小野卓志 Ono Takashi; ur. 25 czerwca 1980) – japoński judoka, dwukrotny brązowy medalista mistrzostw świata.
Największym sukcesem zawodnika jest brązowy medal mistrzostw świata zdobyty w Kairze w 2005 roku w kategorii wagowej do 81 kg i sześć lat później, w Paryżu w kategorii do 90 kg. Jest mistrzem igrzysk azjatyckich w 2010 roku.